# Ozan Kökçü
Ozan Kökçü (Haarlem, 18 de agosto de 1998) es un futbolista neerlandés, nacionalizado azerí, que juega en la demarcación de centrocampista para el F. C. Volendam de la Eredivisie.

## Selección nacional
Tras jugar en varias categorías inferiores de la selección, finalmente hizo su debut con la selección de fútbol de Azerbaiyán el 22 de septiembre de 2022 en un encuentro de la Liga de Naciones de la UEFA 2022-23 contra Eslovaquia que finalizó con un resultado de 1-2 a favor del combinado azerí tras el gol de Erik Jirka para Eslovaquia, y de Renat Dadaşov y Hojjat Haghverdi para el combinado azerí.

## Clubes
| Club                  | País         | Año       | Partidos | Goles |
| --------------------- | ------------ | --------- | -------- | ----- |
| Bursaspor             | Turquía      | 2017-2018 | 2        | 0     |
| RKC Waalwijk (cedido) | Países Bajos | 2018      | 14       | 1     |
| Giresunspor           | Turquía      | 2018-2019 | 16       | 0     |
| Sabah FK              | Azerbaiyán   | 2019-2021 | 29       | 1     |
| SC Telstar            | Países Bajos | 2021-2022 | 50       | 4     |
| FC Eindhoven          | Países Bajos | 2022-2024 | 78       | 19    |
| HJK Helsinki          | Finlandia    | 2024-2025 | 26       | 1     |
| F. C. Volendam        | Países Bajos | 2025-     |          |       |

## Vida privada
Es hermano de Orkun Kökçü, jugador de la selección de fútbol de Turquía.